# 李济臣
參數所指定的目標頁面不存在，建議更正成存在頁面或直接建立下列一個頁面（建立前請先搜尋是否有合適的存在頁面可以取代）：
- 李济臣 (恩施)

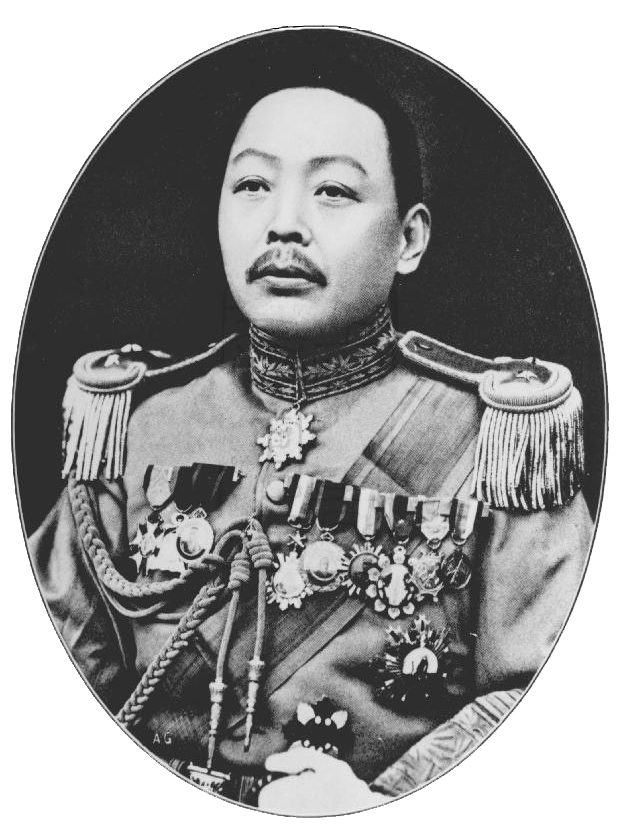

李濟臣（1882年—？）字倬章，直隶獻縣人。中华民国军事将领。

## 生平
李濟臣毕业于北洋武備學堂。歷任察哈爾陸軍學堂堂長、陸軍部随員、湖北第一師參謀、四川陸軍參謀、長江上游警務軍參謀等职务。民国3年（1914年）任湘南鎮守使兼第三師旅參謀長。民国6年（1917年）任第三師旅長。民国10年（1921年）升陸軍中將。民国11年（1922年）任吳佩孚兩湖巡阅使署參謀長。1922年7月6日，获北洋将军府授“和威将军”。民国12年（1923年）任河南軍務善後事宜幫辦。民国13年（1924年）任河南省省長，又任河南後方筹備總司令。1924年9月9日授上将衔。